# Gaziantep F. K.
El Gaziantep Futbol Kulübü hasta 2016 llamado Gaziantep Büyükşehir Belediyespor y hasta 2019 llamado Gazişehir Gaziantep Futbol Kulübü es un club de fútbol de Turquía, de la ciudad de Gaziantep. Fue fundado en 1988 y juega en la Superliga de Turquía.

## Palmarés
- TFF Segunda División (1): 2004-2005
- TFF Tercera División (1): 1996-1997